# 2nd Battle Squadron
La Seconda Squadra da Battaglia della Royal Navy (in inglese 2nd Battle Squadron) fu una squadra navale di corazzate. La squadra fu inizialmente parte della Grand Fleet. Dopo la prima guerra mondiale la Grand Fleet ritornò al suo nome originale di Atlantic Fleet. La squadra cambiò spesso composizione dato che le navi venivano danneggiate, radiate o trasferite.

## Storia

### Prima guerra mondiale
Come elemento della Grand Fleet, la squadra partecipò alla Battaglia dello Jutland.

#### Agosto 1914
Il 5 agosto 1914 la squadra consisteva nelle seguenti navi:
- HMS King George V
- HMS Ajax
- HMS Audacious
- HMS Centurion
- HMS Conqueror
- HMS Monarch
- HMS Orion
- HMS Thunderer

#### Prima Divisione
- HMS King George V - Ammiraglia del viceammiraglio Sir Martyn Jerram; capitano F. L. Field;
- HMS Ajax - Capitano G. H. Baird;
- HMS Centurion - Capitano M. Culme-Seymour;
- HMS Erin - Capitano On. V. A. Stanley;

Seconda Divisione
- HMS Orion - Ammiraglia del viceammiraglio A. C. Leveson; capitano O. Backhouse;
- HMS Monarch - Capitano G. H. Borrett;
- HMS Conqueror - Capitano H. H. D. Tothill;
- HMS Thunderer - Capitano J. A. Fergusson.

#### Gennaio 1918
Nel 1918 la HMS Agincourt fu trasferita dal 1st Battle Squadron.

### Seconda guerra mondiale

#### Settembre 1939
In questo periodo la squadra era parte della Home Fleet e consisteva nelle seguenti navi:
- HMS Royal Oak - Ammiraglia del contrammiraglio Henry Blagrove; capitano W.G. Benn;
- HMS Royal Sovereign - Capitano L. V. Morgan;
- HMS Ramilies - Capitano H. T. Baillie-Grohman;
- HMS Nelson - Capitano G. J. A. Miles;
- HMS Rodney - Capitano E. N. Syfret.

## Comandanti
- Viceammiraglio Sir John Jellicoe (maggio-dicembre 1912)
- Viceammiraglio Sir George Warrender (1912–15)
- Viceammiraglio Sir Martyn Jerram (1915–16)
- Viceammiraglio Sir John de Robeck (1916–19)
- Viceammiraglio Sir Henry Oliver (marzo-aprile 1919)
- Viceammiraglio Sir Arthur Leveson (1919–20)
- Viceammiraglio Sir William Nicholson (1920–21)
- Contrammiraglio Reginald Drax (1929–30)
- Contrammiraglio Charles Little (1930–31)
- Contrammiraglio Wilfred French (1931–32)
- Contrammiraglio Ragnar Colvin (1932–33)
- Contrammiraglio Max Horton (1933–35)
- Contrammiraglio Charles Ramsey (1935–37)
- Viceammiraglio Lachlan MacKinnon (1937–39)
- Contrammiraglio Lancelot Holland (gennaio-settembre 1939)
- Contrammiraglio Henry Blagrove (settembre-ottobre 1939)
- Viceammiraglio Sir Alban Curteis (1941–42)
- Viceammiraglio Sir Bruce Fraser (1942–43)
- Viceammiraglio Sir Henry Moore (1943–44)